# 首都银行
首都银行（全称：首都银行及信托公司）是菲律宾一家主要的商业银行，总部设在马尼拉，由菲律宾华裔商人郑少坚创立于1962年。至2022年，按总资产计算，是菲律宾第三大银行。首都银行集团拥有 557 个菲律宾国内分行和32个海外分行及办事处。
2010年3月2日，在中国开设外资法人子行——首都银行（中国），总部设在南京。

## 外部連結
- [https://www.metrobank.com.ph 官网]